# Dennis Tito
Dennis Anthony Tito (Queens, Nueva York, 8 de agosto de 1940) es un multimillonario estadounidense famoso por ser el primer turista espacial de la historia.

## Vida
Tito nació en Queens, New York, dentro de una familia de emigrantes italianos de origen campesino y poca educación. Fue un niño muy despierto y soñador con excelentes calificaciones escolares. En 1962 se graduó en ingeniería astronáutica y aeronáutica, estudios que completó en 1964 con un grado de máster en ingeniería científica. A fines de ese año entró a trabajar como ingeniero de la NASA, donde participó durante cinco años en proyectos como las sondas espaciales Mariner IV, la Mariner V y la Mariner IX.
Desde La década de 1970, dedicó su tiempo a las finanzas en Wall Street, lo que le convirtió en millonario, creando un fondo de inversiones y fundando la compañía Wilshire Associates, no obstante la NASA lo llamó nuevamente para varias colaboraciones en ingeniería.

## Viaje al espacio
Desde que vio el lanzamiento del Sputnik I en la década de 1957, Tito soñó con la posibilidad de viajar al espacio, pero carecía de los requisitos físicos para ello, además de no ser integrante de las fuerzas armadas de Estados Unidos, siendo inelegible para un viaje al espacio. En 1990, gracias al Programa de Invitados de la URSS, que tenía la intención de enviar civiles a la Estación Espacial MIR, Tito tuvo la primera opción real de un viaje espacial, pero la desintegración de la URSS en 1991 arruinó todo plan.
En el 2000, MirCorp, compañía holandesa, concretó la posibilidad del viaje con Tito, pero volvió a fallar esta posibilidad por la decisión del gobierno ruso de destruir la MIR. Después de esto, los funcionarios de la administración espacial rusa le prometieron a Tito un viaje a la Estación Espacial Internacional. Tito llegó a un acuerdo con la RKA a pesar de la férrea oposición estadounidense.
Tito se encontraba listo para viajar en la nave rusa Soyuz TM-32, cuando la NASA se opuso frontalmente a este viaje, pero la ayuda de Buzz Aldrin, miembro de la tripulación del Apolo 11, los 20 millones de dólares que pagó Tito a la RKA por el viaje y la amenaza del gobierno de Rusia de abandonar el proyecto de la EEI, facilitaron las cosas y eliminaron la presión norteamericana.
Tito despegó el 28 de abril de 2001 desde Baikonur. Con sesenta años de edad, se convirtió en la segunda persona más vieja en llegar al espacio, solo superado por John Glenn. En la EEI, Tito se encargó de las comunicaciones y ocasionalmente se transformó en camarero y cocinero.
Regresó a la Tierra el 6 de mayo del 2001, en medio de una gran emoción, con una manzana que usó, como Isaac Newton, para comprobar la fuerza de gravedad en el espacio exterior. Al llegar Tito enfatizó: Vengo del paraíso.